# Улица Сергея Орлова
У́лица Серге́я Орло́ва — улица в Вологде. Пролегает между Рыбнорядским мостом и Ленинградской улицей. Целиком находится на территории исторического района Город, проходит вдоль бывшей северной стены кремля Ивана Грозного. Застроена зданиями, имеющими культурно-историческую ценность, многие из них являются памятниками архитектуры и истории.

## История
Улица названа в честь поэта Сергея Орлова.
Улица образована из Соборной горки, а также из исторических улиц — Покровской (проходила от Рыбнорядского моста до Соборной горки) и Музейной (от Соборной горки до нынешней Ленинградской улицы).
В 1905 году Покровская была переименована в проезд Электростанции. В 1936 году проезд Электространции, Соборная горка, Музейная и Малая Архангельская улицы были объединены в улицу Маяковского. В 1978 году улица Сергея Орлова была выделена из улицы Маяковского.
Покровская улица была названа в честь церкви Покрова.
Улица начиналась от деревянного моста, возле которого круглый год (до 1918 года) торговали рыбой. Торговля рыбой в рядах ликвидирована в тридцатых годах. Впоследствии на месте рыбных рядов была построена швейная фабрика и ателье (нынешнее здание по Мира, 1 — Многофункциональный центр).
В устье реки Золотухи до 1923 года стояли каменные Соляные ряды.
В 1923 году было построено здание спортивного центра «Труд», в котором поначалу располагалась электростанция. На месте этого здания до революции была церковь Вознесения постройки 1627 года и при ней в древности Архиерейская слобода. Покровская улица изначально вела от этой слободы к Архиерейскому подворью. В то время улица носила имя Числиха.
Одним из наиболее примечательных зданий улицы является первый корпус ВГПУ, до революции — «Присутственные места». В 1780—1917 гг. здесь находились губернское правление, губернское присутствие, казенная палата, казначейство, контрольная палата, губернская чертежная, управление земледелием и государственных имуществ, лесоохранительный комитет, присутствие по промысловому налогу, губернский распорядительный комитет, редакция «Губернских новостей».
Наиболее значительными зданиями улицы Орлова является комплекс Архиерейского подворья с колокольней и Софийским собором.
Заканчивается улица в парке ВРЗ (бывшем Архиерейском саду) на перекрёстке улиц Маяковского и Ленинградской.

## Здания и сооружения

### По нечётной стороне
| Логотип конкурса «Вики любит памятники» | Объект культурного наследия: № 3510061000 |

| Логотип конкурса «Вики любит памятники» | Объект культурного наследия: № 3500082000 |

| Логотип конкурса «Вики любит памятники» | Объект культурного наследия: № 3510062000 |

| Логотип конкурса «Вики любит памятники» | Объект культурного наследия: № 3500000771 |

| Логотип конкурса «Вики любит памятники» | Объект культурного наследия: № 3500002575 |

| Логотип конкурса «Вики любит памятники» | Объект культурного наследия: № 3500002633 |

| Логотип конкурса «Вики любит памятники» | Объект культурного наследия: № 3510063011 |

### По чётной стороне
| Логотип конкурса «Вики любит памятники» | Объект культурного наследия: № 3500083000 |

| Логотип конкурса «Вики любит памятники» | Объект культурного наследия: № 3500350000 |